# 300 (číslo)
Tři sta je přirozené číslo, které následuje po čísle dvě stě devadesát devět a předchází číslu tři sta jedna. Římskými číslicemi se zapisuje CCC, řeckými číslicemi τ a hebrejskými číslicemi šin.

## Matematika
300 je:
- Abundantní číslo
- Nešťastné číslo
- Nepříznivé číslo
- Trojúhelníkové číslo
- Součet prvočíselné dvojice (149 + 151)
- Součet deseti po sobě jdoucích prvočísel (13 + 17 + 19 + 23 + 29+ 31 + 37 + 41 + 43 + 47)
- Palindrom ve třech po sobě jdoucích soustavách: 30010 = 6067 = 4548 = 3639

## Astronomie
- (300) Geraldina je planetka hlavního pásu, kterou objevil v roce 1890 Auguste Charlois

## Doprava
- Silnice II/300 je česká silnice II. třídy vedoucí na trase Hořice – Miletín – Dvůr Králové nad Labem – silnice I/37 přerušení silnice I/14 – Žacléř – Královec[1][2][3][4][5]

## Roky
- 300
- 300 př. n. l.